# Paranormal
Paranormal (av para-; parallellt med, i motsats till) är ett adjektiv som används för att beteckna en företeelse som inte är "normal". I det svenska språket används ordet ofta synonymt med övernaturlig, det vill säga ett fenomen som inte kan förklaras med normala vetenskapliga metoder.
I detta sammanhang bör man skilja på sådant som vetenskapen accepterar som påvisbart, men för vilket det, för närvarande, inte finns några accepterade vetenskapliga förklaringar, och sådant som man inte har kunnat påvisa under vetenskapligt kontrollerade förhållanden. Paranormala fenomen kan dock studeras med vetenskapliga metoder. Vanligtvis brukar ordet paranormalt endast användas för den senare kategorin. En skeptiker hävdar att man inte kan bekräfta paranormala fenomens existens eftersom det saknas vetenskapliga bevis.
Det finns naturvetenskapliga och rationella argument som på olika sätt dokumenterat vad de uppfattar som paranormala fenomen; de allra flesta fallen har enligt fysik och psykologi helt naturliga förklaringsmodeller eller hävdas vara rena förfalskningar.  [källa behövs]

## Paranormal och metafysik
Metafysik och övernaturlig förs oftast samma med paranormal i en ny helhet. Metafysik är baserad på förnuft och logik och det kan man bevisa genom vetenskapliga observationer. Å andra sidan är paranormal inte på något sätt baserad på förnuft eller logik och man kan inte på något sätt bevisa dem.

## Källhänvisningar
1. ↑  ”paranormal”. svenska.se. https://svenska.se/tre/?sok=paranormal&pz=1. Läst 7 september 2018.